# ماكسيميليانو فورناري
ماكسيميليانو فورناري (بالإسبانية: Maximiliano Fornari)‏ (15 مايو 1995 في الأرجنتين - ) هو لاعب كرة قدم أرجنتيني في مركز الوسط.

## روابط خارجية
- ماكسيميليانو فورناري على موقع قاعدة بيانات كرة القدم.إي يو (الإنجليزية)
- ماكسيميليانو فورناري على موقع Soccerway.com (الإنجليزية)